# Arcebispado de Salzburgo
O Arcebispado de Salzburgo (em alemão: Fürsterzbistum Salzburg e em latim: Archidioecesis Salisburgensis) foi uma Estado eclesiástico do Sacro Império Romano-Germânico, composto do que é atualmente o estado de Salzburgo (a antiga cidade romana de Iuvavum) na Áustria.
O último arcebispo com autoridade principesca foi Hieronymus von Colloredo, o protetor do músico Leopold Mozart e de seu filho nascido em Salzburgo, Wolfgang Amadeus Mozart.
Desde 1648, o Arcebispo de Salzburgo tem também carregado o título de Primas Germaniae ("Primeiro Bispo da Germânia"). Os poderes deste título - atualmente não-jurisdicional - estão limitados a ser o primeiro correspondente do Papa no mundo de língua alemã, mas usado para incluir o direito de convocar os príncipes-eleitores. O Arcebispo tem também o título de legatus natus ("núncio permanente") ao Papa, que, embora não seja um cardeal, dá ao Arcebispo o privilégio de usar uma roupa escarlate de cardeal, mesmo em Roma.

## História

### Era da Investidura (1060–1213)
Na era iniciada com o Papa Gregório VII, a Igreja Católica entrou num período de santificação e justiça na Igreja. O primeiro arcebispo da era foi Gebhard, que durante a Questão das investiduras permaneceu ao lado do Papa. Gebhard, portanto, ficou nove anos no exílio, e foi autorizado a regressar pouco antes da sua morte e foi enterrado em Admont. Seu sucessor Tiemo esteve preso por cinco anos, e sofreu uma morte terrível em 1102. Após o rei Henrique IV ter abdicado, Conrado I de Abensberg foi eleito arcebispo. Conrado viveu no exílio até a Calistine Concordata de 1122. Conrado passou os anos restantes de seu episcopado melhorando a vida religiosa da arquidiocese.
Os arcebispos novamente ficaram do lado do Papa durante a contenda entre eles e os Hohenstaufens. O arcebispo Eberardo I de Hilpolstein-Biburg, foi autorizado a governar em paz, mas seu sucessor Conrado II da Áustria ganhou a ira do imperador e morreu em 1168 em Admont como um fugitivo. Conrado III de Wittelsbach foi nomeado Arcebispo de Salzburgo, em 1177, pela Dieta de Veneza, após os partidários do Papa e do Imperador terem sido depostos.

### Príncipe-Bispado (1213–1803)
O arcebispo Eberhardo II de Regensberg tornou-se príncipe do Império em 1213, e criou três novas sedes: Chiemsee (1216), Seckau (1218) e Lavant (1225). Em 1241, no Conselho de Regensburgo, ele denunciou o Papa Gregório IX, como sendo "o homem da perdição, a quem eles chamam de anticristo que, na sua extravagante vanglória diz, eu sou Deus, eu não posso errar". Ele argumentou que os dez reinos com os quais o anticristo estava envolvido  eram: o "turco, grego, egípcio, africano, espanhol, francês, inglês, alemão, siciliano e italiano, que agora ocupam as províncias de Roma". Ele declarou que o papado era o "chifre pequeno" de Daniel 7:8:

Um chifre pequeno cresceu com olhos e uma boca que falava grandes coisas, que é a redução de três desses reinos - ou seja, Sicília, Itália e Alemanha - para subserviência, é perseguir o povo de Cristo e os santos de Deus com intolerável oposição, é confundir coisas humanas e divinas, e estar a tentar coisas inexprimíveis, execráveis.
Eberhardo foi excomungado em 1245 depois de recusar-se a publicar um decreto depondo o imperador e faleceu subitamente no ano seguinte. Durante o interregno alemão, em Salzburgo ocorreram também distúrbios. Filipe de Spanheim, herdeiro do Ducado de Caríntia, recusou-se a tomar consagrações sacerdotais, e foi substituído por Ulrich, bispo de Seckau.
O rei Rodolfo I de Habsburgo entrou em atrito com os arcebispos devido às manipulações do abade Henrique de Admont, e após a sua morte, os arcebispos e os Habsburgos celebraram a paz em 1297. O povo e os arcebispos de Salzburgo mantiveram-se fiéis aos Habsburgos nas suas lutas contra os Wittelsbachs. Quando a Peste negra chegou a Salzburgo em 1347, os judeus, foram acusados de envenenar os poços e sofreram grandes perseguições. Os judeus foram expulsos de Salzburgo em 1404. Posteriormente, os judeus foram autorizados a regressar, mas foram obrigados a usar chapéus pontudos. A Renascença foi um período de decadência cultural devido ao mau relacionamento dos arcebispos e de más condições do império durante o reinado de Frederico III.
As condições pioraram durante o reinado de Bernardo II de Rohr. O país estava em depressão, as autoridades locais aumentavam seus próprios impostos e os otomanos devastaram a arquidiocese. Em 1473, ele convocou a primeira dieta provincial da história do arcebispado, e posteriormente abdicou. Foi apenas com Leonardo de Keutschach (reinou entre 1495-1519), que a situação reverteu-se. Ele mandou prender no castelo todos os prefeitos e vereadores, que injustamente cobravam impostos. Seus últimos anos foram gastos na difícil luta contra Matthäus Lang de Wellenburg, bispo de Gurk, que lhe sucedeu em 1519.
Matthäus Lang foi amplamente ignorado nos círculos oficiais, apesar de sua influência se fazer sentir em todo o arcebispado. Ele mandou buscar mineiros da Saxônia para trabalharem nas minas da região, que trouxeram com eles livros e ensinamentos protestantes. Em seguida, ele tentou fazer com que a população se mantivesse católica, e durante a Guerra dos Camponeses, foi sitiado no Hohen-Salzburgo e declarado um "monstro" por Martinho Lutero. Os bispos seguintes tiveram decisão sábia e pouparam Salzburgo das devastações das guerras religiosas vistas em outros lugares da Alemanha. O arcebispo Wolfgang Teodorico de Raitenau deu aos protestantes a escolha de viverem na fé católica ou deixarem a cidade. A catedral foi reconstruída com tal esplendor que não havia concorrente em todo o norte dos Alpes.
O arcebispo Paris de Lodron conduziu Salzburgo para a paz e a prosperidade durante a Guerra dos Trinta Anos, na qual o restante da Alemanha foi completamente devastado. Durante o reinado de Leopold Anthony de Firmian, os protestantes surgiram mais vigorosamente do que antes. Ele então chamou para Salzburgo os jesuítas e pediu ajuda ao imperador, e, finalmente, condenou os protestantes a abjurarem ou emigrarem - cerca de 30.000 pessoas deixaram a cidade e estabeleceram-se em Württemberg, Hanôver e Prússia Oriental, e outros poucos estabeleceram-se na Geórgia, nos Estados Unidos. O último príncipe-arcebispo, Hieronymus von Colloredo, é provavelmente mais conhecido pelo seu patrocínio dado a Mozart. Suas reformas na igreja e nos sistemas de ensino isolaram-no do povo.

### Moderno Arcebispado (1803 até hoje)
Em 1803, Salzburgo foi secularizado como o Eleitorado de Salzburgo pelo ex-Grão-Duque Fernando III da Toscana (irmão do imperador Francisco II), que perdeu o seu trono. Em 1805 passou para o domínio da Áustria e em 1809, para o da Baviera, que fechou a Universidade de Salzburgo, proibiu que os mosteiros aceitassem noviços, e proibiu romarias e procissões. O Congresso de Viena devolveu Salzburgo para os austríacos, em 1814, e a vida eclesiástica foi novamente normalizada pelo arcebispo Augustus John Gruber Joseph (governou entre 1823-1835). A arquidiocese foi restabelecida como Arquidiocese Católica Romana de Salzburgo em 1818, sem poder temporal.

## Bispos de Salzburgo

### Abades-Bispos de Iuvavum ca. 300 – ca. 482
- São Máximo de Salzburgo, morto em 476.

Vago após ca. 482

### Bispos de Iuvavum (a partir de 755, Salzburgo)
- São Ruprecht, nasceu ca. 543 ou ca. 698 – ca. 718.
- Vitalis
- Erkenfried
- Ansologus
- Ottokar
- Flobrigis
- Johann I
- São Virgílio, ca. 745 ou ca. 767 – ca. 784

## Arcebispos de Salzburgo

### Arcebispos de Salzburgo, 798–1213
- Arno 784–821
- Adalram 821–836
- Leutram 836–859
- Adalwin 859–873
- Adalberto I 873
- Dietmar I 873–907
- Pilgrim I 907–923
- Adalberto II 923–935
- Egilholf 935–939
- Herhold 939–958
- Friedrich I 958–991
- Hartwig 991–1023
- Günther 1024–1025
- Dietmar II 1025–1041
- Baldwin 1041–1060
- Gebhard 1060–1088
- Thiemo 1090–1101
- Konrad I von Abensberg 1106–1147
- Eberhard I von Hilpolstein-Biburg 1147–1164
- Konrad II da Áustria 1164–1168
- Adalberto III da Boêmia 1168–1177
- Conrado III 1177–1183
- Adalberto III da Boêmia (restaurado) 1183–1200

### Príncipes-Arcebispos de Salzburgo, 1213–1803
- Eberhard II von Truchsees 1200–1246
- Bernhard I von Ziegenhain 1247
- Filipe de Caríntia 1247–1256
- Ulrich von Sekau 1256–1265
- Ladislau de Silesia-Liegnitz 1265–1270
- Friedrich II von Walchen 1270–1284
- Rudolf von Hoheneck 1284–1290
- Konrad IV von Breitenfurt 1291–1312
- Weichard von Pollheim 1312–1315
- Friedrich III von Liebnitz 1315–1338
- Heinrich Pyrnbrunner 1338–1343
- Ordulf von Wiesseneck 1343–1365
- Pilgrim II von Pucheim 1365–1396
- Gregor Schenk von Osterwitz 1396–1403
- Eberhard III von Neuhaus 1403–1427
- Eberhard IV von Starhemberg 1427–1429
- Johann II von Reichensperg 1429–1441
- Friedrich IV Truchsees von Emmerberg 1441–1452
- Sigismund I von Volkersdorf 1452–1461
- Burchard von Weissbruch 1461–1466
- Bernhard II von Rohr 1466–1482
- Bernhard III Peckenschlager 1482–1489
- Friedrich V von Schallenburg 1489–1494
- Sigismund II 1494–1495
- Leonhard von Keutschach 1495–1519
- Matthäus Lang von Wellenburg 1519–1540
- Ernesto da Baviera 1540–1554
- Michael von Khuenburg 1554–1560
- Johann Jakob Khun von Bellasy 1560–1586
- Georg von Khuenburg 1586–1587
- Wolfgang Dietrich von Raitenau 1587–1612
- Marcus Sittich von Hohenems 1612–1619
- Paris von Lodron 1619–1653
- Guidobald von Thun 1654–1668
- Maximilian Gandalf von Khuenburg 1668–1687
- Johann Ernst von Thun 1687–1709
- Franz Anton von Harrach 1709–1727
- Leopold Anton von Firmian 1727–1744
- Jakob Ernst von Liechtenstein-Castelcorno 1744–1747
- Adnreas Jakob von Dietrichstein 1747–1753
- Sigismund III von Schrattenbach 1753–1771
- Hieronymus von Colloredo 1772–1812 (último príncipe-arcebispo, perdeu o poder temporal em 1803 após a secularização)